# Xã Dunkel, Quận Jones, South Dakota
Xã Dunkel (tiếng Anh: Dunkel Township) là một xã thuộc quận Jones, tiểu bang Nam Dakota, Hoa Kỳ. Năm 2010, dân số của xã này là 15 người.